# Anton Anton
Anton Anton (Timișoara, 22 dicembre 1949) è un politico e ingegnere rumeno.

## Biografia
Nato a Timișoara, ha frequentato l'Università Politecnica di Timișoara dal 1967 al 1972 ed è diventato ingegnere. Dal 1973 al 1974, ha proseguito gli studi post laurea in Scienze dell'Informazione e Matematica all'Università di Bucarest. È stato uno studioso del Programma Fulbright all'Università Johns Hopkins nel 1977, e da quell'anno fino al 1986 ha conseguito un dottorato in ingegneria presso l'Istituto di Costruzione di Bucarest (ICB, ora Università tecnica d'ingegneria civile di Bucarest, UTCB). Anton ha iniziato a insegnare e a fare ricerche all'ICB nel 1972; è stato assistente di facoltà fino al 1979 e capo del laboratorio d'idraulica dal 1972 al 2003. Dal 1979 al 1990 è stato a capo delle operazioni presso l'ICB, con mansioni simili. Dal 1990 al 1995 è stato un docente incaricato, ed è stato professore presso l'UTCB a partire dal 1995. Inoltre, è dal 2008 prorettore dell'università. Tra le sue aree di competenza vi sono l'idrodinamica ferrosa, l'idraulica sperimentale, le macchine idrauliche e l'ingegneria urbana. Ha quattro brevetti; ha pubblicato sette libri, tra cui il premio Anghel Saligny dell'Accademia rumena; e ha pubblicato 80 articoli su riviste scientifiche in Romania e all'estero. È membro dal 2004 dell'Accademia europea delle scienze e delle arti.
Anton è entrato a far parte del Partito Nazionale Liberale nel 1995. Dal 2005 al 2006 è stato segretario di Stato presso il Ministero dell'Istruzione. Dal 2006 all'ottobre 2008 è stato presidente dell'Autorità nazionale per la ricerca scientifica, un'agenzia del ministero. Quel mese, in seguito al licenziamento di Cristian Adomnitei, fu nominato nel Governo Tăriceanu II, fino a quando il mandato del governo terminò a dicembre. All'epoca, la stampa osservava che Tariceanu aveva insegnato all'ICB dal 1980 al 1991 e che i formatori avevano avuto amici. È stato anche notato il fatto che sarebbe stato possibile continuare i negoziati con i sindacati degli insegnanti e la possibilità di uno sciopero. Al momento della sua investitura, il presidente Traian Basescu notò che Anton era il quarto ministro dell'istruzione della legislatura 2004-2008, e "si sperava" fosse l'ultimo. Anton ha corso per un seggio a Timisoara per la Camera dei deputati rumena alle elezioni del novembre 2008, ma è stato sconfitto. In corsa con la tessera ALDE, ha vinto un seggio a Bucarest nelle elezioni del 2016. Nel gennaio 2018 è entrato nel governo di Viorica Dăncilă come ministro dell'Energia.